# Adam Price
Adam Price (ur. 7 maja 1967 w Kopenhadze) – duński scenarzysta, krytyk kulinarny, restaurator i osobowość telewizyjna. Najszerzej znany jako pomysłodawca i scenarzysta wiodący serialu politycznego Rząd, sprzedanego przez duńską telewizję publiczną do ponad 70 krajów.

## Życiorys
Pochodzi z rodziny wywodzącej się od angielskich imigrantów, którzy w XVIII wieku przybyli do Danii. Jego matką była aktorka Birgitte Price, ojcem aktor i reżyser John Price, zaś jego starszym bratem jest kompozytor James Price. Ukończył studia prawnicze na Uniwersytecie Kopenhaskim. Jeszcze jako student pisał teksty do piosenek z muzyką autorstwa jego brata. Później stworzył libretto do sześciu skomponowanych przez Jamesa musicali. 
W 1992 rozpoczął karierę medialną jako krytyk kulinarny dziennika Politiken. Od 2001 do 2005 był szefem działu produkcji dramatycznych telewizji TV 2. W latach 90. i 2000. był scenarzystą kilku seriali telewizyjnych. W latach 2008–2009 wspólnie z bratem prowadził program kulinarny Spise med Price na antenie DR2. W roku 2010 na antenie DR1 zadebiutował stworzony przez niego serial Rząd, który odniósł międzynarodowy sukces. Od 2011 jest właścicielem restauracji w Kopenhadze.